# كردان (ساوجبلاغ)
كردان هي قرية في مقاطعة ساوجبلاغ، إيران. عدد سكان هذه القرية هو 3,697 في سنة 2006.

## معرض صور

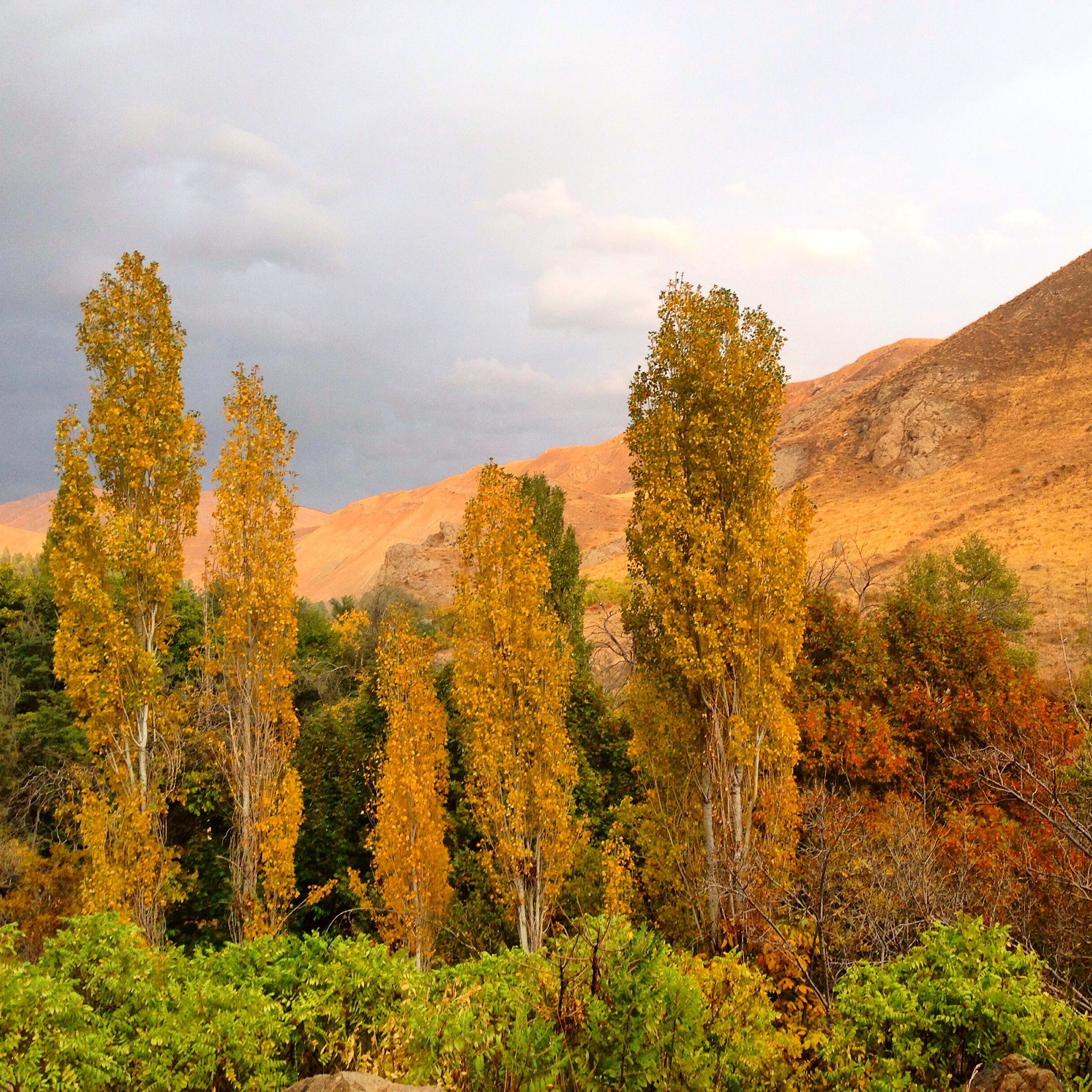
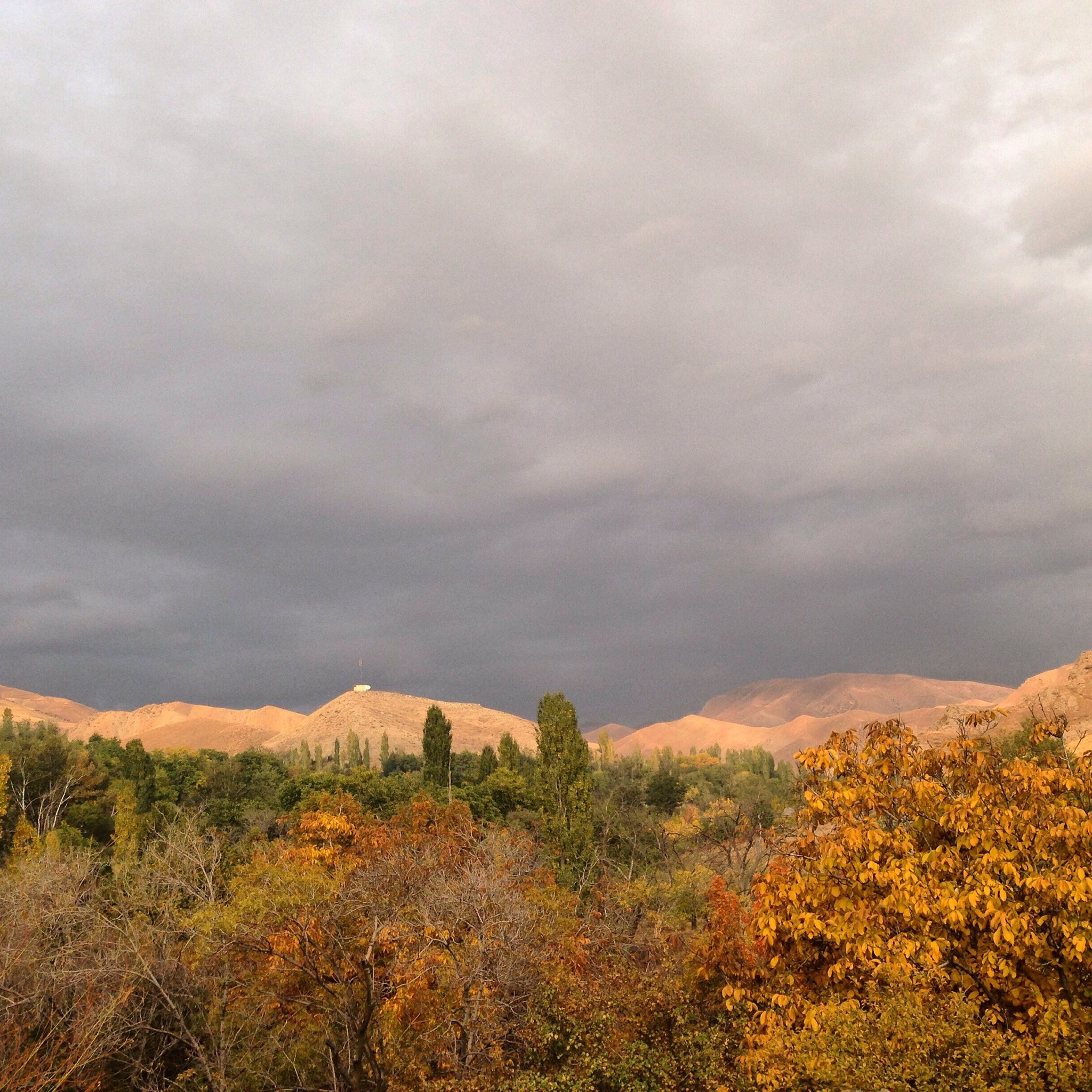
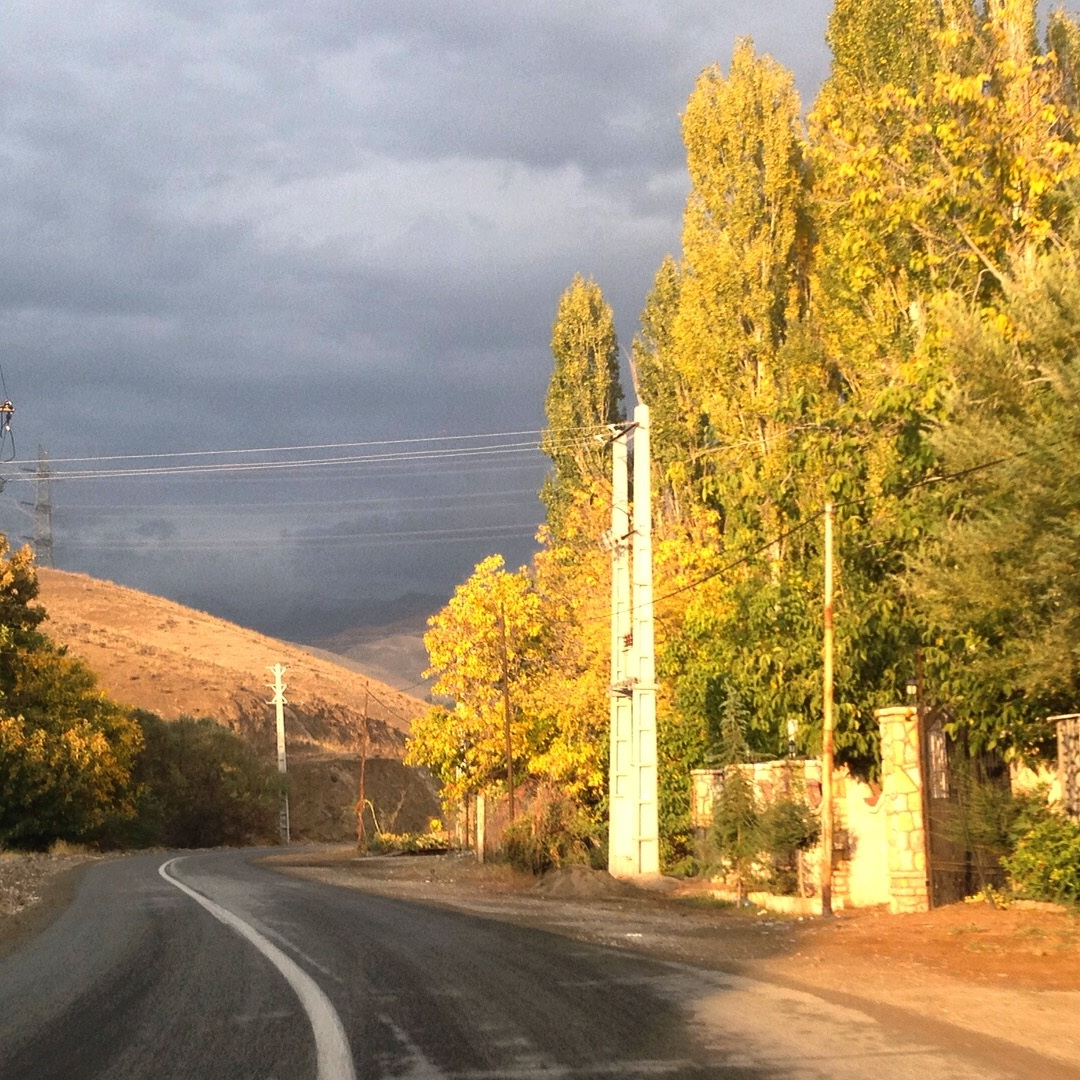
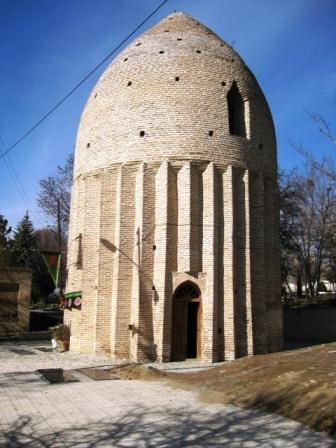